# Вацек, Иван Прокофьевич
Иван Прокофьевич Вацек (28 декабря 1870, Вена — 27 марта 1951, Тбилиси) — советский государственный и политический деятель.

## Биография
Родился в 1870 году в Вене. Член РСДРП с 1903 года.
С 1890 года — на общественной и политической работе. В 1890—1950 гг. — слесарь, служил в австрийской армии, слесарь на заводе Нобеля в Чёрном городе в Баку, один из руководителей июльской всеобщей забастовки бакинских рабочих (1903), председатель Биби-Эйбатского районного комитета и член Бакинского комитета РСДРП, машинист на водокачке в Теджене Закаспийской области, председатель Черногорского районного комитета, в Астраханской губернской ЧК, председатель ЦКК КП(б) Азербайджана, секретарь партколлегии КПК при ЦК ВКП(б) по Закавказью, член Ревизионной комиссии КП(б) Грузии.
26 января—10 февраля 1934 года делегат XVII съезда ВКП(б) с решающим голосом.
Избирался депутатом Верховного Совета СССР 1-го, 2-го, 3-го созывов.
Умер в Тбилиси в 1951 году.

## В культуре
В 1973 году о революционном периоде в Баку был снят советско-чехословацкий фильм «Попутный ветер», роль исполнил актёр Алоис Швеглик.